# Paul Vera
Paul Vera, né à Paris le 25 décembre 1882 et mort à Saint-Germain-en-Laye le 26 novembre 1957, est un peintre et un décorateur français ayant travaillé comme paysagiste avec son frère André Vera. Il est également graveur, illustrateur 
et céramiste.

## Biographie

### Famille et jeunesse
Paul Vera naît à Paris. Son père, Gustave Lėon Vera est architecte ; son frère aîné André devient architecte paysagiste. Il grandit à Paris et s'intéresse très jeune à la peinture. Il accompagne souvent l'artiste Louis Abel-Truchet en excursion pour peindre en plein air.

### Formation
Il étudie la peinture pendant dix ans, d'abord à l'académie Julian avec Maurice Denis et  Paul Sérusier aux Ateliers d'art sacré, puis aux Beaux-Arts de Paris et enfin à l'académie Ranson.
En 1904, il expose pour la première fois au Salon d'automne.

### Carrière
Ami des artistes Roger de La Fresnaye et André Mare du groupe de Puteaux, Vera est influencé par le cubisme basé sur les principes mathématiques du nombre d'or.
Les deux frères collaborent à la conception formelle et géométrique de jardins dans le style art déco, style issu du travail de Louis Süe.  Ils se joignent à d'autres artistes pour créer L'Atelier Français, une entreprise coopérative qui emprunte son principe d'organisation à la Wiener Werkstätte. Les membres en sont Louis Süe, André Groult, Gustave Louis Jaulmes, Roger de La Fresnaye et André Mare.
André Vera rédige un manifeste qui définit le but du groupe, à savoir combiner les idées traditionnelles et modernes pour apporter clarté, ordre et unité esthétique à l'aménagement intérieur.
Pendant la Première Guerre mondiale, il sert dans le corps de camouflage de l'armée, fabriquant des couvertures pour les postes d'observation et l'artillerie.
Après la guerre, il rejoint la Compagnie des arts français, fondée par Louis Süe et André Mare en tant que successeur de L'Atelier Français. Il collabore au projet, principalement en peignant et décorant des objets que d'autres ont conçus. Il peint des meubles, conçoit des motifs pour des papiers peints et des tissus, imprime des illustrations et des dessins graphiques, fait des croquis pour des tapisseries et des sculptures en bas-relief.
Il utilise un nombre limité de dessins géométriques abstraits tirés de plantes, de fontaines et de figures allégoriques ou mythiques. Plusieurs de ses œuvres sont exposées dans les deux pavillons de la Compagnie des arts français à l'Exposition internationale des arts décoratifs et industriels modernes de Paris en 1925.
Vera renouvelle les cartons de tapisserie pour les ateliers d'Aubusson et les manufactures de Beauvais et des Gobelins. Il dessine également des céramiques pour la Manufacture nationale de Sèvres.
En 1920, il s'installe à Saint-Germain-en-Laye, où il meurt en 1957.

### Décoration
- Chevalier de l'ordre des Palmes académiques[7]

## Musée municipal Ducastel Vera

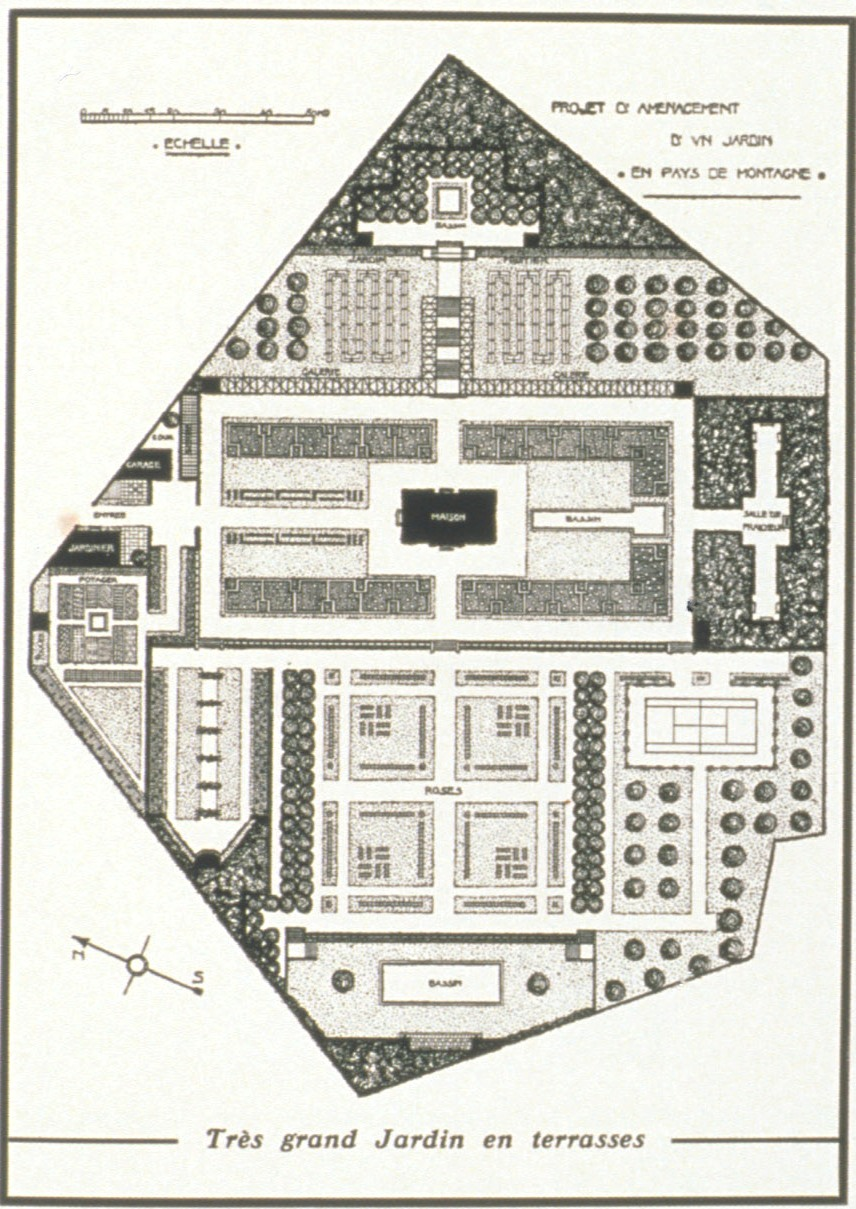
Illustration provenant de l'ouvrage des deux frères Vera, Le Nouveau Jardin, 1912.

Le musée municipal de Saint-Germain-en-Laye possède une importante collection d'aquarelles, de peintures, de tapisseries, de gravures sur bois, de céramiques et de porcelaines.
L'Espace Paul-et-André-Vera du musée est utilisé pour des expositions temporaires d'œuvres d'artistes locaux et régionaux.

## Travaux et publications
- Paul et André Vera, Le Nouveau Jardin, 1912[9]
- Paul et André Vera, Les Jardins, 1919

## Voir  aussi